# 비단시파카
비단시파카 (Propithecus candidus)는 몸집이 큰 여우원숭이의 일종으로 비단처럼, 길고 흰 털이 특징적이다. 마다가스카르 북동부에만 아주 제한적으로 서식하며, 현지에서는 심포나(simpona)로 불린다. 지구상에서 가장 희귀한 포유류 중의 하나이며, 국제자연보호연맹(IUCN)에 의해 세계에서 멸종 위험이 가장 높은 25종의 영장류의 하나로 선정되었다. 비단시파카는 9종의 시파카속 시파카의 하나이고, 예전에는 왕관시파카에 속하는 4종의 아종 중 하나로 간주되었다. 2004년과 2007년에 걸쳐 외부 골격 비율과 유전적 특질, 두개골과 치아의 해부학적 특징 등을 비교 연구한 결과, 전적으로 별도의 종임이 입증되었고, 일반적으로 받아들여지고 있다.